# Horní Bradlo
Obec Horní Bradlo se nachází v okrese Chrudim v Pardubickém kraji. Žije zde 421 obyvatel.

## Historie
První písemná zmínka o vesnici pochází z roku 1329.

## Sklárna
V roce 1865 koupil v Dolním Bradle tři statky sklářský mistr Jan Rückl. Na získaných pozemcích začal na jaře 1866 stavět sklářskou huť, která byla pojmenována po kněžně Auerspergové jako „Huť Vilemínina“ a slavnostně vysvěcena 3. ledna 1867. Sklárnu vedl Janův syn František, který se zasloužil o rozkvět hutě i celé vsi. Za vydatné pomoci Františka Rückla byla postavena škola. Po smrti syna zakladatele sklárny Františka Rückla, nechala jeho manželka paní Růžena Rücklová v letech 1892-93 postavit nad Bradlem kapli, zasvěcenou Panně Marii. V kapli byla umístěna rodinná hrobka Rücklů. Slavnostního svěcení zvonů se 30. srpna 1894 zúčastnil také František Ladislav Rieger. Roku 1893 byl z podnětu paní Rücklové založen v obci sbor dobrovolných hasičů, postaven dělnický dům, tzv. blahobyt a byl vybudován samospádový[vodovod (1896). Syn Antonín Rückl se zasloužil v roce 1903 o založení spolku Sokol. Stejný rok se neúspěšně jednalo i o výstavbě železnice z Třemošnice do Malče, Bradla, Kamenice a Skutče.
Hlavním výrobním sortimentem skelné huti bylo duté sklo a olovnatý křišťál. Skláři nebyli místní lidé, ale příslušníci sklářských rodů z jiných hutí. Sklárna fungovala až do první světové války, kdy byla výroba zastavena. V roce 1919 byla výroba obnovena a trvala do počátku druhé světové války. Po roce 1945 skončila hutní výroba skla. Začaly se zde vyrábět skleněné vánoční ozdoby, jejichž výroba trvá dodnes. Komín huti byl zbourán v roce 1961.

## Části obce
- Horní Bradlo
- Dolní Bradlo
- Javorné
- Lipka
- Travná
- Velká Střítež
- Vršov

## Pamětihodnosti
- Kaple Panny Marie s hrobkou rod. Rücklů
- Socha svatého Jana Nepomuckého
- Tvrz Lipka
- Do severozápadní části katastrálního území Horní Bradlo zasahuje část přírodní rezervace Vršovská olšina.